# Robert Alberts (voetbalcoach)
Robert Alberts (Amsterdam, 14 november 1954) is een Nederlands voormalig voetballer en voetbalcoach.
Alberts speelde in de jeugd bij AFC Ajax waar hij sinds 1973 een contract had en in het C-team speelde. In november 1974 was hij opgenomen in de selectie van het eerste team voor de uitwedstrijd in de Europacup 1 tegen Juventus FC. Hij zou echter nooit officieel debuteren voor Ajax. Medio 1975 ging Alberts op huurbasis naar de Vancouver Whitecaps in de NASL. Per januari 1976 ging hij voor AS Montferrand op het derde niveau in Frankrijk spelen waar Hans Venneker trainer was. Datzelfde jaar ging hij echter voor een tweede periode naar de Vancouver Whitecaps. Alberts besloot zijn spelersloopbaan op lager niveau in Zweden.
In Zweden begon hij ook met trainen en in 1985 was hij mede-aanvrager voor een patent op een sportschoen. Alberts trainersloopbaan speelde zich vooral af in Zuidoost-Azië. Hij trainde clubs in Singapore, Maleisië en Indonesië en trainde Zuid-Koreaanse en Maleisische jeugdselecties. Van 2011 tot 2015 was Alberts trainer van Sarawak FA. In 2016 werd hij voor de tweede maal trainer van PSM Makassar. Begin 2019 moest Alberts vanwege gezondheidsredenen zijn werkzaamheden neerleggen. Hij werd opgevolgd door Darije Kalezić. Op 3 mei 2019 werd hij aangesteld als trainer van Persib Bandung. Dat bleef hij tot medio 2022. In 2024 werd hij aangesteld als technisch directeur bij Persib Bandung.